# Знайомство, що відбулося
«Знайомство, що відбулося» (англ. Getting Acquainted) — короткометражний комедійний фільм 1914 року за участі Чарлі Чапліна.

## Сюжет
Сама, що ні на є звичайна ранкова прогулянка двох сімейних пар обертається справжнім кошмаром, коли чоловіки намагаються познайомитися з симпатичними дамами один одного. Як завжди, в центрі уваги маленький Чарлі, якому набридло сидіти на лавці з дрімаючою дружиною. Тому він і вирушає на пошуки пригод, а заразом — і неприємностей.
Бешкетник Чарлі не отримує милості і взаємної уваги дами, тому незабаром потрапляє в поле зору поліцмейстера. У цей самий час чоловік вірної дружини, що дала відсіч Чарлі, намагається познайомитися з жінкою, що тихо сидить на лавочці. Це виявляється дружина Чарлі.
Звідси і починається низка неймовірних погонь, відчайдушних сутичок і бійок, що закінчуються, урешті-решт, досить благополучно — знайомством невдалих сімейних пар…

## У ролях
- Чарлі Чаплін — Чарлі
- Філліс Аллен — його дружина
- Мак Свейн — Емброуз
- Мейбл Норманд — його дружина
- Г. Маккой — фліртуючий в парку
- Едгар Кеннеді — поліцмейстер
- Сесіль Арнольд — Мері
- Джо Бордо — зупинений водій
- Гелен Каррутерс — коханка в парку